# Curtatone
Curtatone es una localidad y comune italiana de la provincia de Mantua, región de Lombardía, con 13.589 habitantes.

## Evolución demográfica
| Gráfica de evolución demográfica de Curtatone entre 1861 y 2001 |
|                                                                 |
| Fuente ISTAT - elaboración gráfica de Wikipedia                 |